# Операция «Геркулес»
Операция «Геркулес» (нем. Unternehmen Herkules) — кодовое название высадки союзных войск Фашистской Италии и Третьего Рейха на остров Мальта, планируемой во время Второй мировой войны (итальянское кодовое название — «Operazione C3»). С помощью комбинированных воздушных и морских десантов, силы обеих стран надеялись нейтрализовать британскую авиабазу и военно-морскую базу, размещённые на Мальте, а также наладить безопасные бесперебойные поставки через Средиземное море для своих сил, сражающихся в Ливии и Египте.
Несмотря на огромную подготовительную работу как немецких, так и итальянских вооружённых сил, успех операций Оси в Африке, в том числе Битва при Газале, Захват Тобрука, Операция «Аида», и отступление Союзников в Египте, привел к тому, что «Геркулес» сначала откладывался, а затем был отменён в ноябре 1942 года.

## Происхождение
История плана вторжения на Мальту берёт своё начало из анализа итальянских военных, проведенного в середине 1930-х годов во время оккупации Италией Эфиопии. К 1938 году итальянская армия оценила объём морских перевозок для перевозки значительных военных сил в Северную Африку и определила захват Мальты в качестве первостепенной цели. Общий план морского десанта был составлен и периодически улучшался, но ВМС Италии изначально проявили слабый интерес к нему. Сам план был одобрен на встрече Бенито Муссолини с Адольфом Гитлером 29-30 апреля 1942 года.

## История планов к подготовке

### Вооруженные силы
Общее командование воздушными силами десанта возлагалось на генерал-майора Курта Штудента, командующего XI Воздушным Корпусом (XI Fliegerkorps). Штудент ранее планировал и руководил немецким десантном на остров Крит в апреле 1941 года. В отличие от поспешных планов, созданных для той операции, Курт Штудент решил подготовить идеальный план, который позволил бы исключить ошибки, совершённые ранее при высадке на Крите. Благодаря тщательной воздушной фоторазведке острова, места оборонительных позиций британцев на Мальте была отлично известны. Каждый укреплённый узел обороны, артиллерийские позиции и батареи зенитной артиллерии были тщательно отмечены на картах для ударов штурмовой авиации. Генерал-майор Штудент позже утверждал, что «мы даже знали калибр орудий береговой артиллерии и на сколько градусов они могут вести обстрел».
Десять групп самолётов для десанта, имеющих в общей сложности пятьсот самолётов Junkers Ju 52, были выделены для воздушного десанта совместно с 300 планерами DFS 230 (по 10 человек в каждом планере) и 200 больших планеров Gotha Go 242 (23 десантника плюс легковая машина или пушка). Кроме того, в высадке планировалось использовать два десятка планеров Me.321 Gigant, способных нести до 200 десантников или 25-тонный танк, их должны были вести на буксире недавно разработанные He-111Z «Zwilling», оснащённые пятью штатными двигателями средних бомбардировщиков He-111.
Итальянские ВВС (Regia Aeronautica) должны были быть представлены примерно 180—220 транспортными самолётами, в основном трёхдвигательными SM.75 (каждый на 24-28 человек), SM.81 (на 12-14 человек) и SM.82 (на 30-34 человека).
Учитывая небольшое расстояние (порядка 150 км) от итальянских аэродромов на Сицилии до планируемых зон высадки на Мальте, было возможным осуществлять до 4 полётов каждого самолёта в день.
Самолёты должны были выбросить одно итальянское и одно немецкое соединение парашютистов на южной стороне острова. У парашютистов были две основные цели: захват господствующих высот, захват пляжей и захват территории аэродрома для осуществления посадок транспортных самолётов и планеров для доставки необходимых материалов.
Воздушно-десантные соединения, намеченные для вторжения, включали в себя немецкую 7-ю парашютную дивизию (7. Fliegerdivision, 11 000 десантников) плюс итальянскую парашютно-десантную дивизию (численностью в 7500 десантников) и Специальную воздушно-десантную дивизию (10 500 десантников). Общее количество задействованных войск должно было составить около 29 000 человек.
Дополнительная подготовка к десанту включала в себя строительство трех взлётных полос для планеров в 40 км к югу от горы Этна на острове Сицилия.

### Силы морского десанта
Морской десант должны были составить 70 000 итальянских солдат. Они должны были высадиться в двух местах в заливе Марсашлокк на юго-востоке остров, основной удар наносился бы на пляже «Фамагоста» (Famagosta) и второстепенный на пляже «Ларнака». Кроме того, планировался захват островов Гозо и Комино. Отвлекающая ложная высадка должна была быть осуществлена на острове Павла в заливе Меллиеха (Mellieha) к северо-западу от Валлетты, недалеко от старых укреплений «Линии Виктории» с целью отвлечь внимание британцев от фактического места приземления.
Первая высадка с моря должна была начаться высадкой на Мальте незадолго до полуночи в первый же день вторжения, после воздушно-десантных высадок парашютистов днём и установлением контроля над высотами и пляжами острова.
Первая волна десантников состояла бы из пехотной дивизии «Фриули» (Friuli Infantry Division) (численный состав 10 тысяч человек) и пехотной дивизии «Ливорно» (Livorno Infantry Division) (численный состав 9850) из итальянского XXX корпуса (Italian XXX Corps).
Кроме того, в состав десанта были включены 1200 человек из первого штурмового батальона и батальона «Лорето» (был изъят из состава Regia Aeronautica); 2 батальонов морской пехоты из дивизии «Сан-Марко» (2000 человек); 3 батальонов чернорубашечников (1900 человек) и 300 коммандос «Nuotatori» (подразделение коммандос из «Сан-Марко» — дивизии морской пехоты со специальной подготовкой для действий в океане и для захвата побережья).
Танковая поддержка составила бы 27 самоходок — 19 САУ Semovente da 47/32 и 8 САУ Semovente da 75/18 плюс 30 танкеток L3 (сопоставимы с британским Universal Carrier).
Следующая волна десанта должна была включать в себя подразделения из итальянского XVI корпуса (Italian XVI Corps): пехотная дивизия «Ассиета» (Assieta Infantry Division) (9000 человек) и пехотная дивизия «Неаполь» (Napoli) (8900 человек) вместе с прилагаемой артиллерийской поддержкой (3200 стволов). В этот же состав десанта включался 10-й бронетанковый полк (10th Armor Regiment) (3800 человек).
Пехотная дивизия «Суперга» (Superga Infantry Division) (9200 человек), а также батальон чернорубашечников и небольшой отряд морской пехоты из Сан-Марко (1000 человек) должны были высадиться на остров Гозо с утра на второй день высадки. Дополнительно для операции «Геркулес» привлекалась 2-я рота из танкового батальона особого назначения 66 (2.Kompanie/Panzerabteilung zbV 66), вооружённый частично трофейными русскими танками (в составе роты находилось 10 КВ-1 и КВ-2). Для них были специально подготовлены для перевозки по меньшей мере 10 итальянских десантных судов (motozattere), на которых были усилены пол и внутренние рампы для перевозки и разгрузки этих тяжёлых танков.

## Мальта

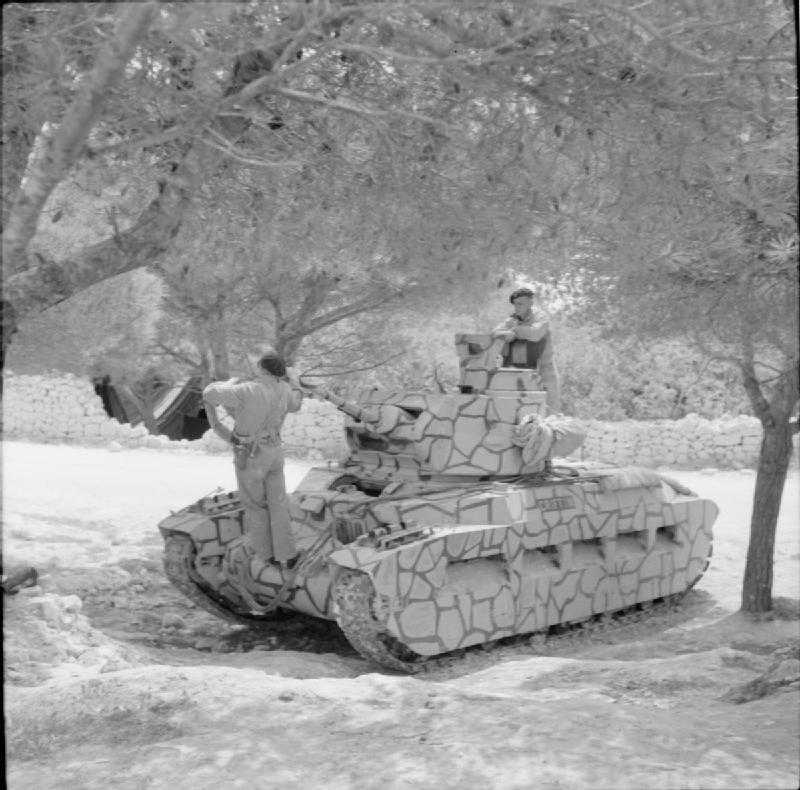
Британский пехотный танк Матильда II на Мальте, май 1942.

В 1942 году основные силы гарнизона на Мальте состояли из 15 пехотных батальонов (11 британских, 4 мальтийских), объединённых в четыре бригады общей численностью 26000 человек.

Танковая поддержка была представлена 1-м Королевским танковым полком.
Полк был вооружён танками Матильда II, с 2-фунтовыми (40-мм) орудиями и лёгкими танками Виккерс Mk VIC, вооружёнными двумя пулемётами.
Сколько именно танков этот полк имел на момент предполагаемой высадки, остается невыясненным, но, вероятно, не более 10 единиц. [12]

Артиллерийские подразделения были представлены двумя дюжинами 25-фунтовых (3,45 дюйма) полевыми орудиями, способными оказать поддержку с закрытых огневых позиций в глубину фронта на 11 км (6,8 миль), оставаясь при этом на охраняемых стационарных позициях. [12]

Орудия береговой артиллерии Мальты включали в себя 19 прибрежных орудий (калибром от 12 до 16 дюймов), 130 орудий береговой обороны меньшего калибра (от 4,7- до 9,2-дюймовых), 112 тяжелыми и 144 малокалиберными зенитными орудиями. [1]

## Отмена десанта
Дата вторжения была назначена на середину июля 1942 года, для того, чтобы дать время сконцентрировать войска для сил вторжения, которые снимались с других участков Восточного фронта, и потому, что Гитлер считал, что ВМС Италии не подходят для противостояния с британским Королевским флотом.
Фельдмаршал Эрвин Роммель поддерживал идею захвата Мальты, и лично просил Гитлера разрешить ему командовать силами вторжения. Его поддержка операции по вторжению понятна, захват Мальты позволял бы остановить переброску британских войск в Африку, а также устранил бы угрозу конвоев армии Роммеля в поставках припасов, материалов и людей, которых ему не хватало. Роммель до такой степени был одержим планом захвата Мальты, что выразил желание быть в первой волне высадки вместе с войсками вторжения. Впрочем, по мере развития успеха в Египте, он стал утверждать, что успеет взять Каир и Суэц раньше Мальты. Напротив, командующий немецкой авиацией, Герман Геринг, был против вторжения, опасаясь второй катастрофы для его парашютистов, как это случилось при высадке на остров Крит.
Генерал-фельдмаршал Альберт Кессельринг неустанно способствовал операции «Геркулес», но даже он стал против высадки, когда стало ясно, что слишком много самолётов и наземных войск будет отвлечено для поддержки «прогулки» Роммеля в Египет, тем самым значительно уменьшало шансы на успех «операции „Геркулес“». Это, наряду с отсутствием у Гитлера веры в парашютные подразделения, которые понесли огромные потери в результате вторжения на Крит и его неверие в итальянские ВМС, не способные защитить флот вторжения от действий британских ВМС, привело к отмене плана.

## Список литературы
1. б Грин / Massignani, стр. 64
2. a b c Bekker, p. 352 ^ б с Беккер, p. 352
3. Green, p. 648 ^ Грин, p. 648
4. a b Greene/Massignani, p. 67 ^ б Грин / Massignani, стр. 67
5. a b c d Greene/Massignani, p. 70 ^ б с г -Грин / Massignani, стр. 70
6. a b Greene/Massignani, p. 66 ^ б Грин / Massignani, стр. 66
7. Ritgen, p. 7 ^ Ритген, с.7
8. a b Greene/Massignani, p. 71 ^ б Грин / Massignani, стр. 71
9. Marcon, p. 221—224 ^ Маркон, p. 221—224
10. Schenk, p. 139 ^ Шенк, п. 139
11. a b c Greene/Massignani, p. 209—213 ^ б с Грин / Massignani, стр. 209—213
12. a b Greene/Massignani, p. 68 ^ б Грин / Massignani, стр. 68